# Taichi Hasegawa
Taichi Hasegawa (長谷川 太一 Hasegawa Taichi?), född 26 februari 1981 i Toyama prefektur, är en japansk före detta fotbollsspelare.
Hasegawa började sin karriär 1999 i Albirex Niigata. Efter Albirex Niigata spelade han för Valiente Toyama. Han avslutade karriären 2007.